# Capela do Castelo (Lubin)

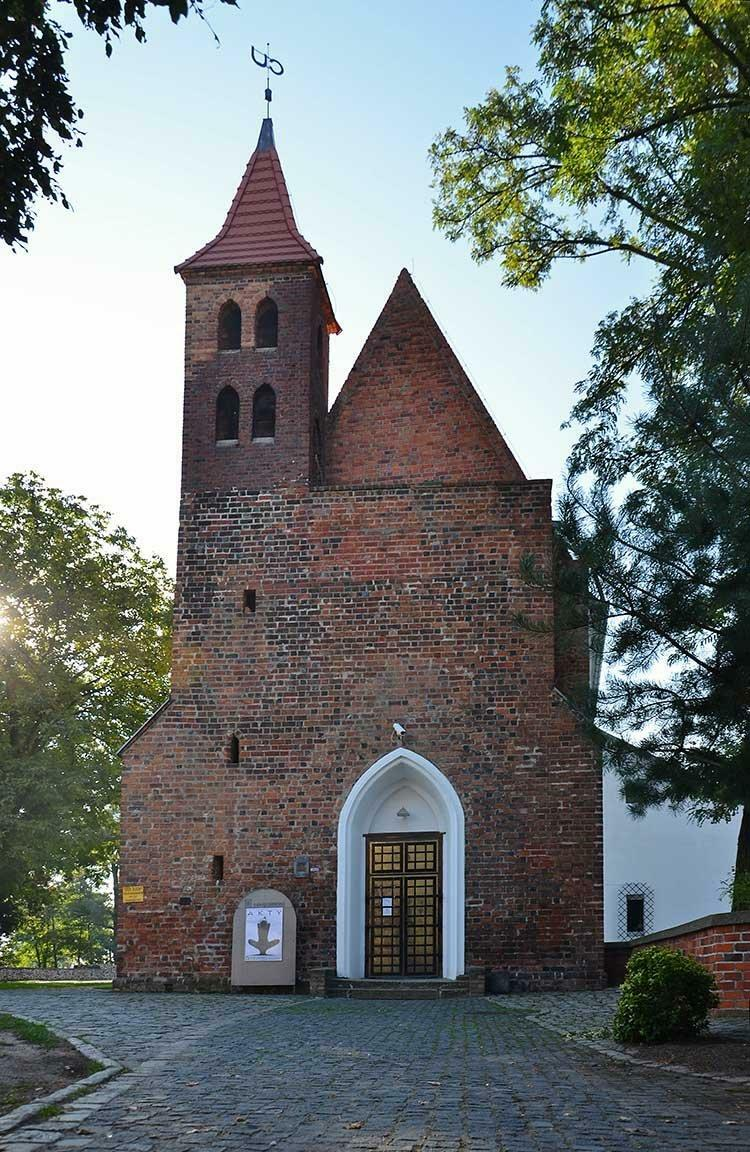
Capela do castelo em Lubin - vista da frente

Capela do Castelo em Lubin – situada a rua M. Pruza na Colina do Castelo. A capela permaneceu como o único elemento após do castelo medieval (inicialmente ficava ao lado da entrada no pátio do castelo). A data no tímpano - 1349 -  determina o tempo da construção. No século XIV tinha 3 altares. Durante a Guerra dos Trinta Anos destruída, reconstruída no século XVIII, novamente caiu na destruição. Depois da reconstrução na metade do século XIX serviu aos Católicos a 1908 onde seguidamente foi transformada na biblioteca diocesana. Em 1945 o objeto foi queimado. Muitos anos após a Guerra o edifício sem telhado caía na destruição novamente. No fim dos anos 70. do século XX a capela foi renovada. Inicialmente a capela foi governada pelo Ofício de Exposições Artísticas em Legnica. Depois da renovação, o edifício foi adaptado em 1990 para a Galeria do Castelo. Nos anos 2005-2009 foram feitas as seguintes obras renovadoras.
O templo (de dimensões 13,5 x 8,1 m, grossura de muralha 1,2 m) não podia ter o presbitério extraído. A construção com o telhado plano e a entrada do Norte. A reconstrução barroca tornou a capela mais longa, o presbitério do Sul tornou-se mais longo sobre dois anexos. No todo edifício foram criadas as janelas grandes, as paredes foi posto gesso, a toda construção foi posto telhado empena.

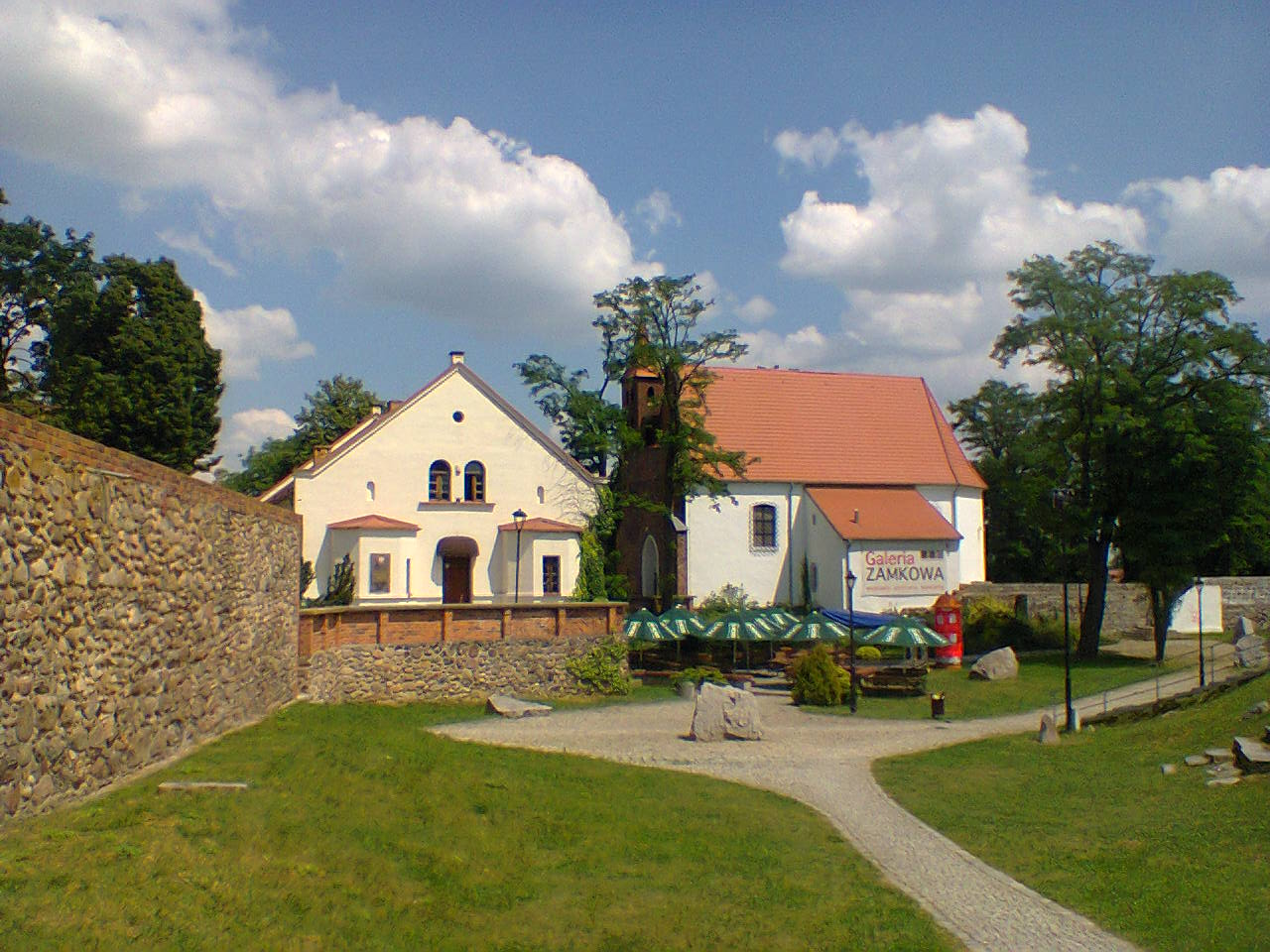
Galeria de Edwiges e capela do castelo

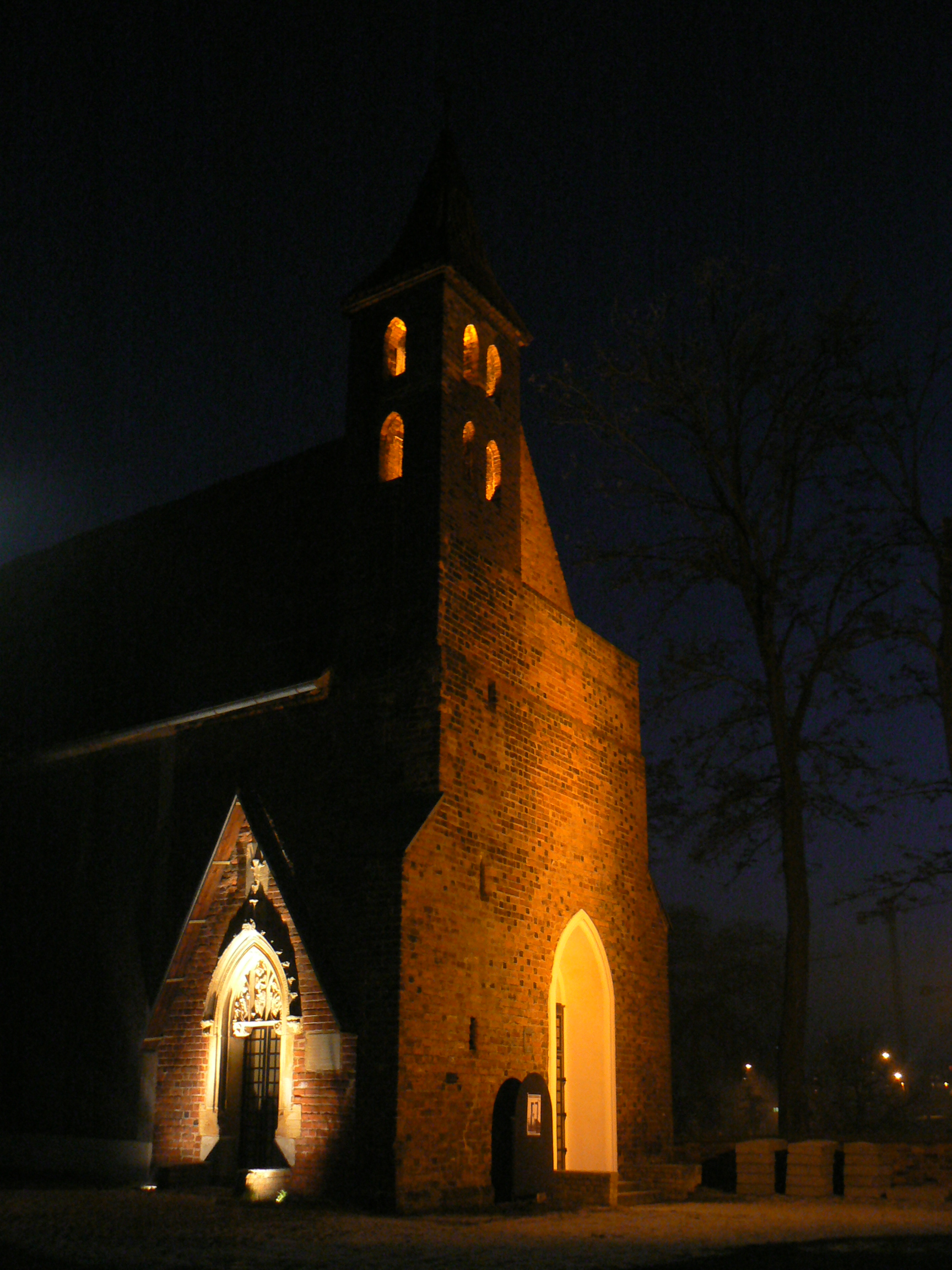
Iluminação da capela

O mais valioso é o tímpano sob o portal norte de 1349 no qual foram apresentados: no centro Christo das Dores, Santa Edwiges e Santa Madalena da direita. No baixo-relevo plástico, na área de tímpano,  está composta a cena da adoração, dividida por três arcadas na forma de arcos quebrados. No centro fica, pouco inclinado à esquerda, Christo das Dores; de acordo com a caracterização medieval de hierarquia - estátuas da Santa Edwiges (à esquerda) e Santa Madalena, como menos importante, o artista apresentou na escala menor. Aos pés dessas santas, na proporções ainda mais pequenas do que santas, fica o príncipe Luís (patrocina a ele a sua bisavó - Santa Edwiges), oposto dele fica sua esposa principessa Inês de Żegań. No arco de arquivolta que fecha a área do tímpano fica a assinatura de fundação em latim - (pl.) „Roku pańskiego 1349 ufundował tę kaplicę książę Ludwik, pan legnicki, na chwałę ciała i krwi Pana naszego Jezusa Chrystusa I Jadwigi 1 Marii Magdaleny". Arquivolta exterior, fomentada em suportes grandes, decoram os cogulhos devastados. Estão prendas por uma chave com a cabeça do Cristo. A forma trabalhada muito precisamente do tímpano, pregos de vestidos formados em modo decorativo e natural permitem para achar isso como exemplo do estilo suave de escultura gótica da Silésia.

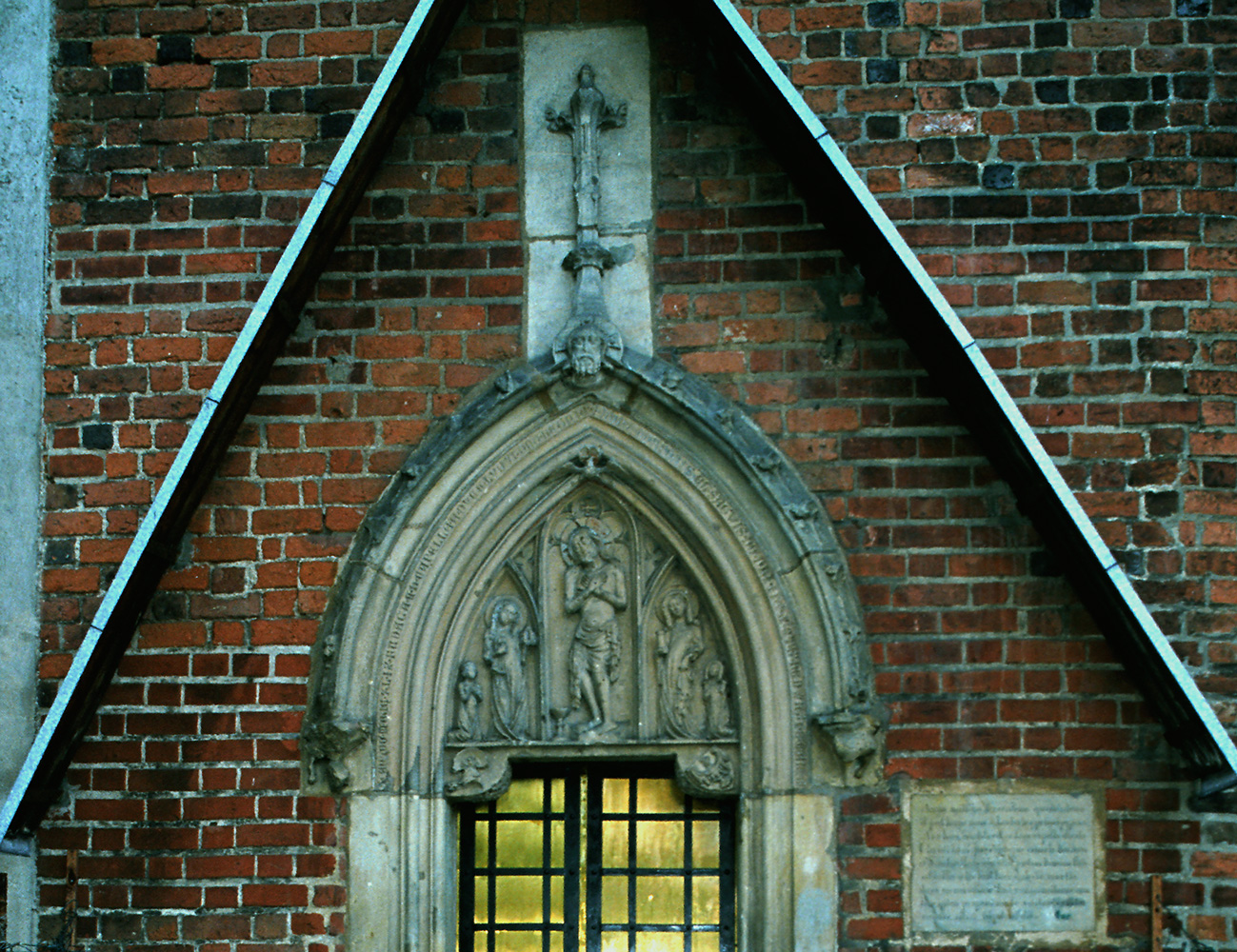
Tímpano sob o portal norte